# برج البعلبكية
برج البعلبكية، هو يصنف من قلاع وحصون وأبراج بيروت، يقع مقابلا للبحر بمحاذاة برج السلسلة، ويعود تاريخه إلى العصور الوسطى.
جاء ذكره في كتاب «تاريخ بيروت» لصالح بن يحي، قائلا في وصفه ما يلي:

## أصل التسمية
أطلق على البرج اسم «البعلبكية» لأن جنود قلعة بعلبك كانت تداوم إلى بيروت إبدالاً كل شهر. ويأتي كل فريق من بعلبك للحراسة والرباط في البحر والدفاع عن ثغور المدينة.

## تقييم الآثار البيروتية: الحماية والحفظ والترميم
تزخر بيروت ولبنان عمونا  بقائمة طويلة من القلاع والحصون والأبراج التاريخية ذات قيمة عالية جدا، شيدت لأغراض مختلفة عسكرية حمائية أو مدنية تخزينية أو عمرانية سكنية أو رمزية جمالية، عانت الكثير منها من ظروف صعبة، مما يتطلب تطوير مخططات على شاكلة مخطط إعادة ترميم مدينة بيروت، يقوم عليها متخصصون وبناؤون محترفون في إعادة رصف الحجارة الصخرية العائدة إلى تاريخ بناء القلاع والمآثر، والتي يجرى جمعها من أرجاء القلاع المهدمة ومن منحدراتها لتعيد ترميها من الشكل الخارجي. وخاصة الأبراج المنتشرة دائريا.
وتحتاج عملية إعادة ترميم وبناء القلاع في بيروت إلى ميزانية وإرادة، لحماية التراث البيروتي، في مخططات تحتاجها مآثر ومعالم بيروت، تشمل الأبراج والأقبية والجدران التي تعاني بفعل الزمن والإهمال في المقام الأول، ككنز وطني لايمكن تعويضه وغير قابل للتعويض في حال خسرانه.